# Međugorje
Međugorje ([meďuɡoːrje]IPA,  (chorvatsky  Međugorje, bosensky Međugorje, srbsky Међугорје, v anglické transkripcii Medjugorje) je vesnice s 2 306 obyvateli, ležící v západní Hercegovině, po silnici vzdálená asi 25 km jihozápadně od Mostaru.

## Historie
Do 80. let 20. století byla vesnice chudá a většina příjmů pocházela převážně z pěstování tabáku, hroznů, ovoce a produkce vína. Název Međugorje znamená místo mezi kopci (Mezihoří). Ves Međugorje se v historických záznamech zmiňuje už v roce 1599. Farnost byla založena v roce 1892, farní kostel je zasvěcen sv. apoštolu Jakubovi, který je patronem poutníků. O farnost Međugorje se starají řeholníci – františkáni.

## Zjevení Panny Marie

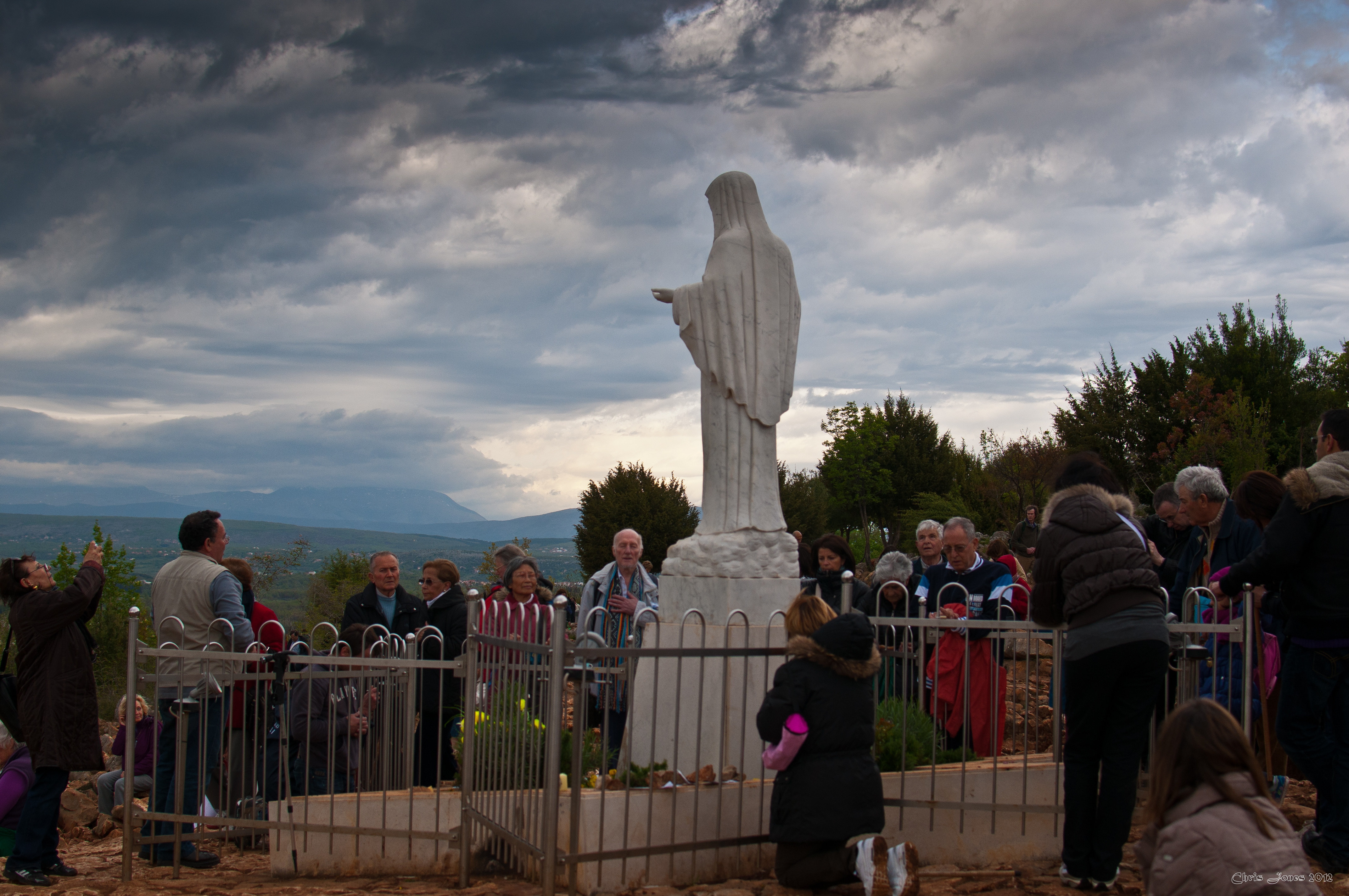
Královna míru na hoře Podbrdo

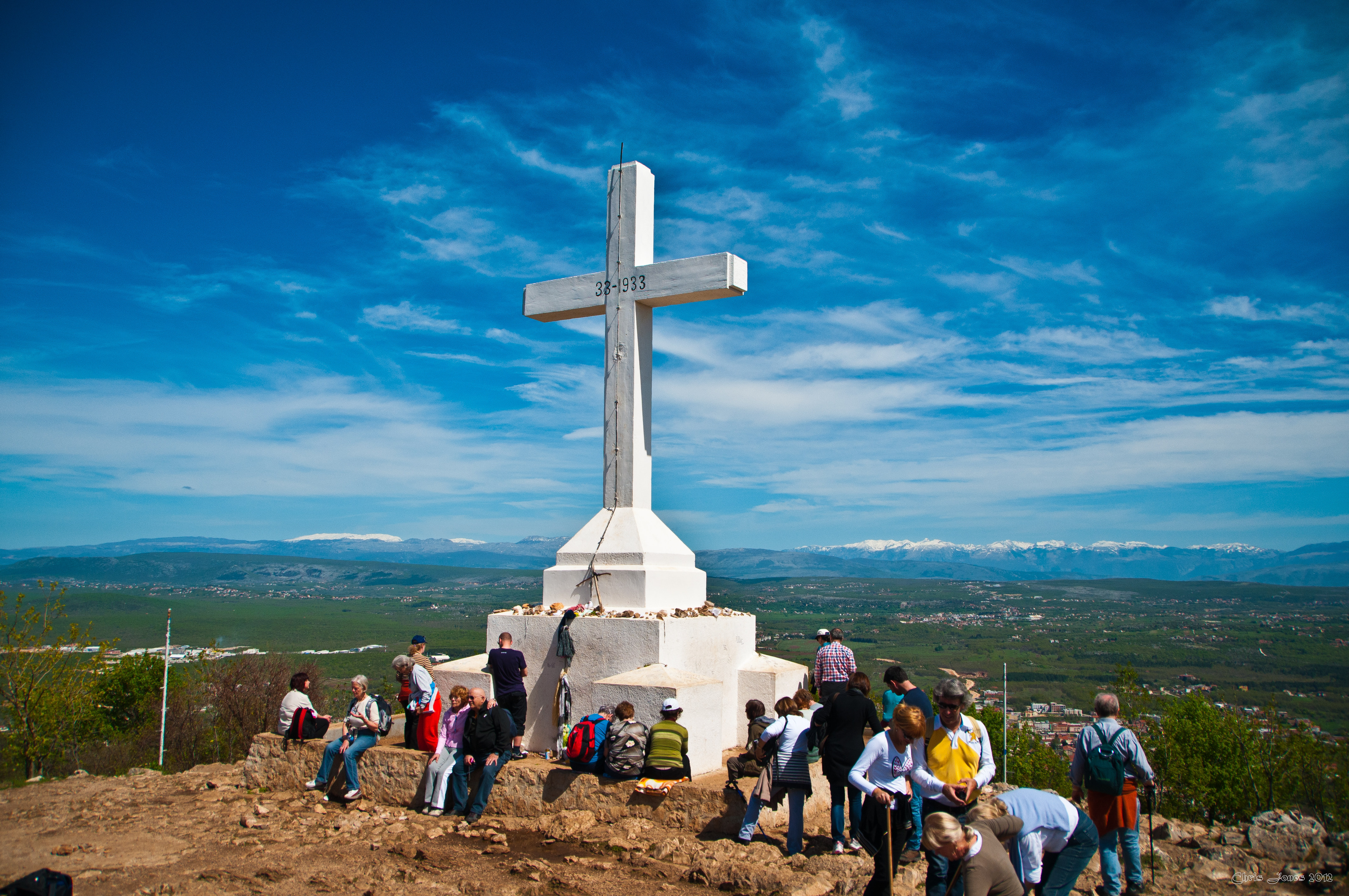
Kříž na hoře Križevac – postavený v roce 1933 k 1900. výročí smrti Ježíše Krista

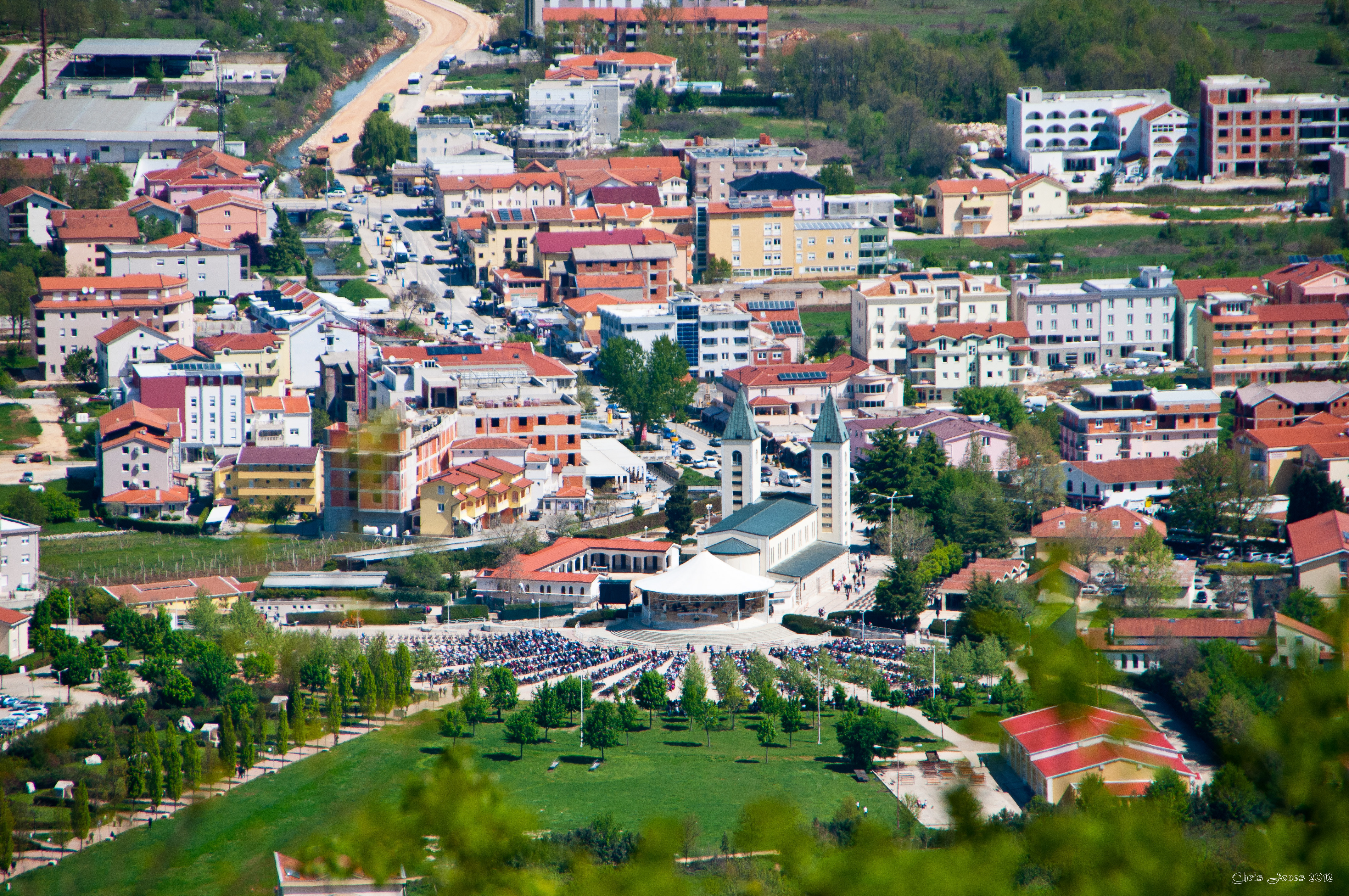
Međugorje

24. června 1981 si Panna Maria údajně vybrala za svoje spolupracovníky šestici vizionářů, a podle slov, která prý řekla 1. března 1984, také celou farnost (Já jsem si tuto farnost zvláštním způsobem vybrala a chci ji vést).
24. června 1981 šest mladých lidí: Ivanka Ivanković, Mirjana Dragičević, Vicka Ivanković, Ivan Dragičević, Ivan Ivanković a Milka Pavlović údajně viděli mladou ženu s dítětem v náručí. Tato žena (o které jsou přesvědčeni, že je Panna Maria) jim rukou ukazovala, aby se k ní přiblížili, ale kvůli strachu to neudělali. Celé se to odehrálo nad místem nazvaným Podbrdo – vrch zjevení, který se nachází několik metrů nad cestou Međugorje – Bijakovići; 
25. června 1981 okolo šesté odpoledne Ivanka, Mirjana, Vicka a Ivan cítili, že musí jít na to místo. V ten den se podle jejich tvrzení s Pannou Marií modlili a povídali si. Proto se 25. červen v Međugorji slaví jako den výročí zjevení. Od tohoto dne měli vizionáři každodenní zjevení, kdekoliv se nacházeli.
První slova, která podle mladých vizionářů Panna Maria řekla světu, byla: „Mír, mír, mír – a jenom mír! Mír musí zavládnout mezi člověkem a Bohem a též mezi lidmi!“ (26. června 1981). Hlavní poselství jsou mír, víra, obrácení, modlitba, půst.
Vizionáři zjevení nejčastěji označují jako „Gospu“, což je v bosenštině a chorvatštině běžné označení pro Pannu Marii. Gospa sama sebe nazývá Královnou pokoje – Královnou míru (Kraljica mira). Vizionářům se Gospa zjevovala v podobě blízké jejich představám o Panně Marii a také hovořila o Ježíši jako svém synovi.
Protože se zjevení konala v komunistické zemi, začalo pronásledování vizionářů, rodičů, rodin, farníků, kněží i poutníků.[zdroj?] Komunistická moc neviděla příliš ráda veliké lidové, nekontrolované a hlavně ideologicky závadné shromáždění, kterého se účastnilo stále větší množství lidí. Vizionáři prošli policejním výslechem, psychiatrickými vyšetřeními. Správce farnosti páter Jozo Zovko OFM byl měsíc po zjevení zatčen a odsouzen na 3,5 roku vězení.
Dnes na místo zjevení vede strmý chodník, v roce 1989 byly postaveny bronzové reliéfy výjevů z modlitby růžence (dílo prof. Carmela Puzzola). Na místě údajného zjevení je socha Panny Marie, Královny pokoje, podobná soše, která se nachází před kostelem (dílo Dina Felicia – 1987).
Međugorje je údajně jedním z nejnavštěvovanějších katolických poutních míst současnosti (vedle Lurd, Fatimy a Santiaga de Compostela). Na přelomu července a srpna se zde každoročně koná Mladifest („Festival mladých“), který údajně navštěvuje až 50 000 osob. Katolická církev se k pravosti zjevení dosud závazně (ústy papeže) nevyjádřila, vyskytuje se v ní pestrá paleta názorů od souhlasných, přes rezervované, až po kritické. V katolické církvi je v podobných případech praxe taková, že k jakýmkoliv zjevením nelze vydat konečné stanovisko o pravosti či nepravosti, pokud stále trvají. V roce 1984 jugoslávští biskupové zakázali jugoslávským katolickým farnostem organizovat do Međugorje poutě a tento zákaz platí dodnes. Biskup diecéze Mostar-Duvno, ve které se Međugorje nachází, Mons. Ratko Perić, má k međugorským zjevením negativní postoj.  Kvůli tomuto postoji byl v roce 1995 příznivci zjevení fyzicky napaden, unesen a deset hodin zadržován.
17. března 2010 oznámilo tiskové středisko Svatého stolce, že při Kongregaci pro nauku víry byla zřízena zvláštní asi dvacetičlenná Mezinárodní vyšetřovací komise o Međugorji, jejímž předsedou je kardinál Camillo Ruini. Komise má své poznatky a závěry sdělovat Kongregaci pro nauku víry.
V témže roce zde bylo organizováno setkání mládeže.
Katolická církev doposud nezaujala k tématu zjevení v Međugorje jasné stanovisko. Od osmdesátých let se pro kněze nedoporučovalo zúčastňovat se poutí nebo se zájezd neměl nazývat pouť, což v roce 2019 přestalo platit; od tohoto roku již mohou kněží jezdit na poutě do Međugorje. Nad místem a vizionáři má dozor biskup v Mostaru. Međugorje bylo, je a zatím bude pouze místo modlitby. Zjevení římskokatolická církev nemůže uznat za platná, protože stále trvají. 
Někteří církevní hierarchové mají důvodné pochybnosti o skutečnosti a ortodoxnosti charakteru zjevení. Přímo zastávají stanovisko, že vizionáři působí rozkol mezi věřícími a církví.

## Kostel sv. Jakuba apoštola
Dnešní kostel se začal stavět až v roce 1934, posvěcen byl 19. ledna 1969. Dnes je střediskem eucharistického a modlitebního života města. Međugorje si vysloužila titul zpovědnice světa (je tam postaveno 25 zpovědnic). Okolí kostela je kvůli stále se zvyšujícímu počtu poutníků neustále upravováno, největším zásahem do prostoru byla stavba vnějšího oltáře za kostelem s 5 000 místy k sezení.